# Куртамзалија
Куртамзалија (мкд. Куртамзали, тур. Kurthamzalı) је насеље у Северној Македонији, у југоисточном делу државе. Куртамзалија је насеље у оквиру општине Дојран.

## Географија
Куртамзалија је смештена у југоисточном делу Северне Македоније, близу државне границе са Грчком (5 km источно од села). Од најближег града, Ђевђелије, насеље је удаљено 50 km североисточно.
Насеље Куртамзалија се налази у историјској области Бојмија. Насеље је положено у јужној подгорини планине Беласице, на приближно 330 метара надморске висине. 
Месна клима је измењена континентална са значајним утицајем Егејског мора (жарка лета).

## Становништво
Куртамзалија је према последњем попису из 2002. године имала 121 становника. 
Већинско становништво у насељу су Турци (98%).
Претежна вероисповест месног становништва је ислам.